# Mayra Andrade
Mayra Andrade (wym. [ˈmajɾɐ ɐ̃ˈdɾad(ɨ)]; ur. w 1985 r. w Hawanie na Kubie) – pochodząca z Wysp Zielonego Przylądka piosenkarka wykonująca world music.

## Dzieciństwo  i muzyczne początki
Pomimo że urodziła się na Kubie, Andrade wczesne dzieciństwo spędziła jednak w stolicy Republiki Zielonego Przylądka Prai (w dzielnicy Plateau). Jej dom rodzinny znajdował się w bezpośrednim pobliżu Escola Pentagrama, jedynej na wyspie Santiago podstawowej szkoły muzycznej. Mayra nigdy nie została jej uczennicą, jednak pomimo tego spędzała w niej większą część swojego wolnego czasu.
W wieku sześciu lat wyjechała z rodziną do francuskojęzycznego Senegalu, gdzie jej ojczym został ambasadorem Republiki Zielonego Przylądka. Następnie przeprowadzali się do Angoli i Niemiec. W tym ostatnim kraju przez trzy lata (od kiedy miała 11 lat) Mayra uczęszczała do szkoły z internatem, po czym wróciła na Wyspy Zielonego Przylądka.
W sierpniu 2000 roku Andrade dała pierwszy solowy koncert na placu Alexandre’a Albuquerque’a w Prai. Wkrótce otrzymała zaproszenie do udziału w koncercie poświęconym trzem pokoleniom muzyków z Wysp Zielonego Przylądka, który odbywał się w prestiżowej lizbońskiej sali Coliseu dos Recreios. Niedługo później Mayra wystąpiła we francuskim Nantes podczas festiwalu jazzowego Les Rendez-vous de l'Erdre.
W 2001 roku Mayra Andrade wraz z Orlando Panterą zostali wybrani do reprezentowania Republiki Zielonego Przylądka w konkursie piosenki podczas Igrzysk Frankofonii, które w 2001 roku odbywały się w kanadyjskiej Ottawie. Podczas Igrzysk Andrade i Pantera zdobyli złoty medal (jedyny dla swojego kraju na całej imprezie). W rezultacie Mayra otrzymała stypendium Parlamentu Frankofonii, dzięki któremu mogła kształcić umiejętności wokalne. W ten sposób 17-letnia wówczas piosenkarka trafiła do Paryża, gdzie zaczęła regularnie występować.

## Kariera muzyczna
W 2006 roku wydała swój pierwszy album zatytułowany „Navega”. Wyprodukowany przez Jacques’a Erharta został nagrany w przeciągu trzech tygodni. Znalazło się na nim 12 utworów, które poza jedną piosenką w języku francuskim, wszystkie zostały zaśpiewane w kreolskim języku kabuverdianu. Cztery piosenki nagrano do tekstów Orlando Pantery. Płyta „Navega” sprzedała się w ponad 80 tys. egzemplarzy, dzięki czemu uzyskała we Francji miano złotej. Wydawnictwo doceniono także w innych krajach. W Niemczech Andrade otrzymała Nagrodę Krytyków Muzycznych (Preis der Deutschen Schallplattenkritik), na Kubie nagrodę Cubadisco, zaś w plebiscycie BBC Radio 3 Awards for World Music otrzymała nagrodę dla „odkrycia roku”. W ojczyźnie została uhonorowana Kulturalnym Orderem Zasługi przez Ministra Kultury.
W trzy lata od debiutu, do sprzedaży trafił drugi album Mayry – „Stória, stória...”. Przy jego nagrywaniu Andrade współpracowała z takimi artystami jak: Alê Siqueira, Quim Alves, Etienne Mbappé, czy Zé Luís Nascimento. „Stória, stória...” nagrywana była przez dwa miesiące, zaś piosenkarka podróżowała w tym czasie pomiędzy Paryżem, São Paulo, Rio de Janeiro, Salvadorem i Hawaną. Na płycie zaprezentowano trzynaście utworów, które stanowiły znacznie bardziej złożone, przemyślane kompozycje. Album raz jeszcze zyskał uznanie niemieckich krytyków, którzy ponownie przyznali Andrade swoje wyróżnienie. W 2010 roku muzyczka otrzymała z rąk prezydenta Republiki Zielonego Przylądka medal I klasy Orderu Wulkanu.
Również w 2010 roku ukazało się trzecie wydawnictwo Mayry, akustyczny album koncertowy „Studio 105”. Na płycie Andrade akompaniują: Munir Hossn (gitara), Zé Luis Nascimento (perkusja) oraz Rafael Paseiro (kontrabas). Na albumie tym znalazło się jedenaście kompozycji, tak nowych, jak i zmienionych wersji utworów zawartych na wcześniejszych płytach. Dodatkowo album zawiera nagrania wideo.
W 2013 roku obwieszczono, że we wrześniu wyjdzie kolejna, czwarta już płyta Mayry Andrade pt. „Lovely Difficult”. Artystka do współpracy zaprosiła licznych gości (m.in. Ja’el Na’im i Davida Donatien, Piersa Facciniego, Tété, Benjamina Biolay, Hugh Coltmana, Krystle Warren, Pascala Danae, Mario Lucio Sousę). Album, który zdaniem samej wokalistki ma być odważnym połączeniem jej dotychczasowego stylu oraz popu i elektronicznych brzmień, wyprodukował Mike Pelanconi. Singlem promującym płytę została piosenka „We used to call it love”.
Poza wydawnictwami płytowymi Mayra Andrade współpracowała m.in. z Charles'em Aznavourem („Je Danse Avec L’Amour”), Chico Buarque, Lenine („Amor, Cuidado!”), Youssou N’Dourem, Mart'nalią, Carlinhosem Brownem, Margareth de Menezes, Angélique Kidjo, Aṣą, czy Pedro Moutinho.

## Dyskografia
- Navega (2006)
- Stória, stória... (2009)
- Studio 105 (2010)
- Lovely Difficult (2013)